# Voetbalkampioenschap van Jeetze 1927/28
In 1927/28 werd het vijfde voetbalkampioenschap van Jeetze gespeeld, dat georganiseerd werd door de Midden-Duitse voetbalbond. 
FC 1909 Salzwedel werd kampioen en plaatste zich voor de Midden-Duitse eindronde. De club verloor van FC Viktoria 03 Leipzig.
FC Eintracht Salzwedel veranderde de naam in SV Eintracht.

## Gauliga
| Plaats | Club                   | Wed. | W | G | V | Saldo | Ptn.  |
| ------ | ---------------------- | ---- | - | - | - | ----- | ----- |
| 1.     | FC 1909 Salzwedel      | 10   | 9 | 1 | 0 | 55:12 | 19:1  |
| 2.     | VfB 1907 Klötze        | 10   | 7 | 0 | 3 | 29:21 | 14:6  |
| 3.     | FC Blücher Barnebeck   | 10   | 4 | 2 | 4 | 31:32 | 10:10 |
| 4.     | SV Eintracht Salzwedel | 10   | 3 | 2 | 5 | 27:31 | 8:12  |
| 5.     | SV Wustrow             | 10   | 2 | 1 | 7 | 13:39 | 5:15  |
| 6.     | MTS Lüchow             | 10   | 2 | 0 | 8 | 20:40 | 4:16  |

|  | Kampioen, geplaatst voor Midden-Duitse eindronde |